# SCi Games
SCi Games Ltd., (tidigare Sales Curve Ltd., och SCi (Sales Curve Interactive) Ltd) var ett brittiskt företag som distribuerade och utvecklade datorspel. 

## Historik
Företaget grundades 1988 av Jane Cavanagh.
I april 2005 bjöd SCI 103 miljoner pund för Eidos plc och dess dotterbolag Eidos Interactive. Köpet blev färdigt i maj samma år. Bolaget skulle även i fortsättningen heta SCi Games men spel publiceras under namnet Eidos Interactive.
SCI fick ekonomiska problem under 2007 vilket bland annat ledde till att Cavanagh lämnade bolaget. I december 2008 bytte bolaget namn till Eidos. Detta tolkades av flera som ett sätt att associera bolaget med det mer välkända varumärket.
Square Enix köpte bolaget den 27 mars 2009 för 84 miljoner pund.